# Huia absita
Huia absita é uma espécie de anfíbio da família Ranidae.
Pode ser encontrada nos seguintes países: Laos e possivelmente em Vietname.
Os seus habitats naturais são: regiões subtropicais ou tropicais húmidas de alta altitude e rios.